# Apéndice (artrópodos)

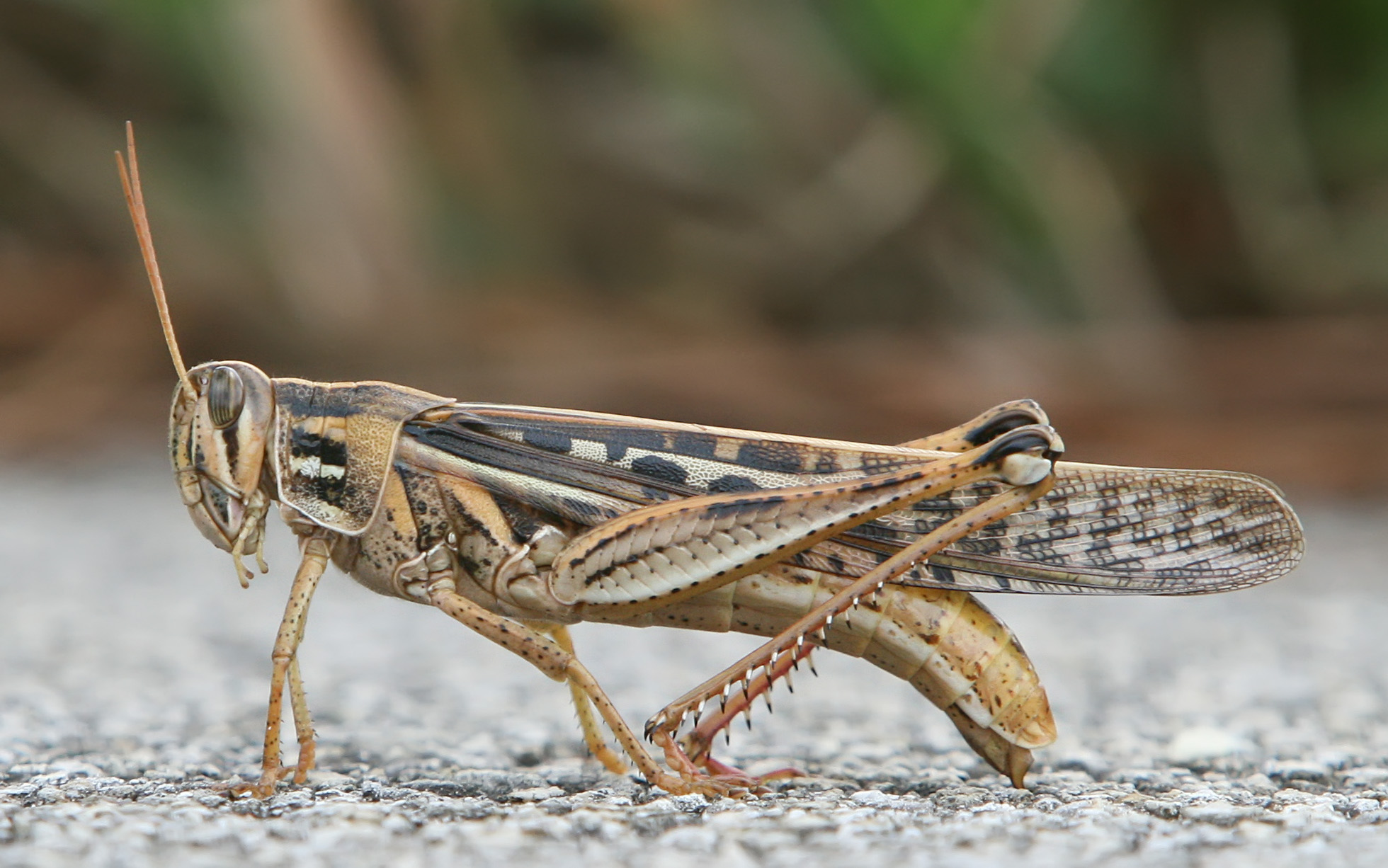
Un saltamontes. Podemos ver sus apéndices: las patas y las antenas.

Los apéndices son estructuras anatómicas partes de los artrópodos, formadas por elementos articulados entre sí, que se insertan en todos o algunos de los metámeros del cuerpo. La condición primitiva es la presencia de un par de apéndices similares en cada metámero, la cual se conserva en pocos artrópodos actuales. Las alas de los insectos no son apéndices.

## Estructura
La característica fundamental de los apéndices, que da nombre al grupo (arthro, articulado y podo, pie), es que están formados por una serie de piezas o artejos unidos entre sí por una membrana articular elástica que permite el movimiento relativo entre ellos. Los artejos son anillos vacíos provistos de musculatura estriada propia, lo que les permite realizar movimientos rápidos y precisos.
La estructura básica ideal de los apéndices de los artrópodos consta de una parte basal o proximal que sirve como punto de unión con el cuerpo, y una parte distal que, en principio, tienen función locomotora. Dependiendo de la morfología de dicha parte distal, se distinguen dos tipos morfológicos de apéndices: (Abdomen)
- Apéndices unirrámeos. Son apéndices con un solo eje. La zona proximal se denomina coxopodio y la distal telopodio, y están constituidas por un número variable de artejos. El coxopodio posee a menudo expansiones denominadas éxitos, situados en la parte externa, y enditos, localizados en la parte interna (parte interna de los insectos). Los apéndices unirrámeos son típicos de los artrópodos terrestres (arácnidos, miriápodos e insectos).
- Apéndices birrámeos.Tienen exoesqueleto Son apéndices con dos ejes. La zona proximal se llama protopodio o simpodio, en la que se articulan dos ramas, una principal interna (endopodio) y otra secundaria externa (exopodio). El protopodio puede tener también éxitos y enditos, además de epipodios con función respiratoria. Los apéndices birrámeos son típicos de los artrópodos acuáticos (trilobites y crustáceos).

No hay acuerdo sobre qué tipo de apéndice apareció primero en el curso de la evolución. Se han barajado las tres hipótesis posibles, es decir, el modelo primitivo era unirrámeo, el modelo primitivo era birrámeo, y unirrámeos y birrámeos se originaron de modo independiente.

## Tipos de apéndices
Existe una gran cantidad de tipos distintos de apéndices; con frecuencia, apéndices homólogos reciben distinto nombre en cada grupo de artrópodos y, a veces, apéndices no homólogos reciben el mismo nombre; todo ello puede crear cierta confusión.
- Anténulas (crustáceos)
- Antenas (trilobites, crustáceos, miriápodos, insectos)

- Gnatopodios (trilobites, crustáceos, arácnidos)
- Hileras (araneidos)
- Peines (escorpiones)
- Labio (miriápodos, insectos)
- Mandíbulas (crustáceos, miriápodos, insectos)
- Maxilas (crustáceos, miriápodos, insectos)
- Maxilípedos (crustáceos)
- Maxílulas (crustáceos)
- Ovígeros (picnogónidos)
- Patas (todos)
- Pedipalpos (quelicerados)
- Pereiópodos (crustáceos)
- Pleópodos (crustáceos)
- Quelíceros (quelicerados)
- Quelíforos (picnogónidos)
- Toracópodos (crustáceos)
- Urópodos (crustáceos)